# Eduard Marcks
Carl Philipp Eduard Marcks (* 27. Dezember 1806 in Mülheim an der Ruhr; † 29. Januar 1869 in Mülheim-Broich) war ein deutscher Richter und Politiker.

## Leben
Marcks war der Sohn des (katholischen) Kaufmanns und Advokaten Dr. jur. Clemens Marcks. Der Vater war ab 1826 stellvertretender Abgeordneter im Provinziallandtag der Rheinprovinz. Die Mutter war Christina (beim Tod Elisabeth (Elisa)) geborene Springorum, verw. Meininghaus und war evangelisch-lutherisch. Marcks, der evangelisch-lutherischer Konfession war, blieb unverheiratet.
Marcks studierte 1825 bis 1828 Rechtswissenschaften in Heidelberg und Berlin. 1828 trat er in den preußischen Staatsdienst und wurde 1836 Assessor, 1838 Untergerichtsassessor in Laasphe und 1839 Oberlandesgerichtsassessor in Duisburg. 1850 wurde er Kreisgerichtsrat in Broich und 1861 bis 1869 Kreisgerichtsdirektor in Mülheim an der Ruhr.
Nach der Märzrevolution gehörte er dem Vorparlament an und war vom 18. Mai 1848 bis zum 20. Mai 1849 Abgeordneter der Frankfurter Nationalversammlung. 1850 gehörte er dem Volkshaus des Erfurter Unionsparlaments an.